# Unité des communes valdôtaines de l'Évançon
L'unité des communes valdôtaines de l'Évançon réunit 10 communes valdôtaines, à savoir les 4 communes du val d'Ayas et les communes de la vallée centrale situées entre la cluse de Montjovet et la plaine d'Arnad :
- Arnad ;
- Ayas ;
- Brusson ;
- Challand-Saint-Anselme ;
- Challand-Saint-Victor ;
- Champdepraz ;
- Émarèse ;
- Issogne ;
- Montjovet ;
- Verrès.

Son nom dérive du torrent Évançon, qui descend du val d'Ayas.
Le but principal est celui de favoriser le développement des communes, la préservation de l'environnement et la sauvegarde des traditions et de la culture locales.
Les directives de travail des dernières années se sont concentrées notamment sur :
- Le développement et la sauvegarde des alpages ;
- Le développement du tourisme.